# Henk Jan Bolding
Henk Jan Bolding (Steenwijk, 5 juli 1955) is een Nederlands bestuurder. Hij is lid van het CDA.

## Biografie
Bolding werd geboren in een gereformeerd gezin als vijfde kind. Hij had nog nog vier broers en een zus. Zijn vader was keuterboer en had wat vee en legkippen en werkte als landarbeider voor de boer tegenover hen. Hij hielp zijn vader met eendagskuikens. Hij ging na de mulo aan de slag als jongste klerk bij de gemeente Steenwijk.
Bolding behaalde diverse diploma's in de avonduren en studeerde rechtsgeleerdheid aan de Universiteit Utrecht en volgde een Master of Public Administration aan de Nederlandse School voor Openbaar Bestuur. Na de gemeente Steenwijk was hij tot 2001 werkzaam bij de gemeente Lelystad, waar hij vanaf 1992 gemeentesecretaris was. Van 2001 tot 2018 was hij provinciesecretaris van de provincie Groningen.
Bolding was vanaf 1 januari 2019 waarnemend burgemeester van Het Hogeland. Deze gemeente is per die datum ontstaan uit een samenvoeging van de gemeenten Bedum, Eemsmond, De Marne en Winsum. Van 29 januari 2020 tot 1 augustus was hij er burgemeester. Hij werd voorzitter van de raad van commissarissen van Wetland Wonen in Vollenhove en voorzitter van de plaatselijke commissies van de stations Lauwersoog en de Eemshaven van de KNRM.
Bolding huwde en kreeg twee kinderen. Hij werd lid van de Protestantse Kerk in Nederland.